# الشويخيين (ملاليين)
الشويخيين هي إحدى مشيخات المملكة المغربية، تتبع جغرافيا لإقليم تطوان وإداريًا لملاليين. يقدر عدد سكانها بـ 1848 نسمة حسب الإحصاء الرسمي للسكان والسكنى لسنة 2004.